# Dinotopia
Dinotopia é um termo criado da combinação de dinossauros e utopia. O termo é título dos livros ilustrados Dinotopia: A Land Apart from Time (1992) e Dinotopia: The World Beneath (1996) do escritor norte-americano James Gurney, obras da ficção científica premiadas com o prémio Hugo em 1993 e 1995. Dinotopia também é o título da série de televisão Dinotopia (2002), baseada na obra de James Gurney.

## Literatura
- James Gurney: Dinotopia. A Land Apart from Time. 1992

A história de dinotopia se passa em uma ilha no Oceano Atlântico em que dinossauros e humanos vivem juntos. O lugar é encontrado quando dois irmãos e o pai deles sofrem um acidente de avião no alto mar. O pai se perde e os irmãos ficam a deriva até que encontram dinotopia.